# Vrizy
Vrizy é uma ex-comuna francesa na região administrativa de Grande Leste, no departamento das Ardenas. Estendeu-se por uma área de 8,18 km². Em 2010 a comuna tinha 341 habitantes (densidade: 41,7 hab./km²). Em 1 de junho de 2016 foi fundida com a comuna de Vouziers.